# 카트린 자스
카트린 자스(Katrin Saß, 1956년 10월 23일 ~ )는 독일의 배우이다.

## 참여 작품
- 침묵(영어판) (2010)
- 루루 앤 지미 (2009)
- 기브 미 유어 핸드 (2008)
- 워차일드 (2006)
- 배비 야 (2003)
- 굿바이 레닌 (2003)
- 온 프러베이션 (1981)
- 죽음이 우리를 갈라놓을 때까지 (1979)